# François Soiron

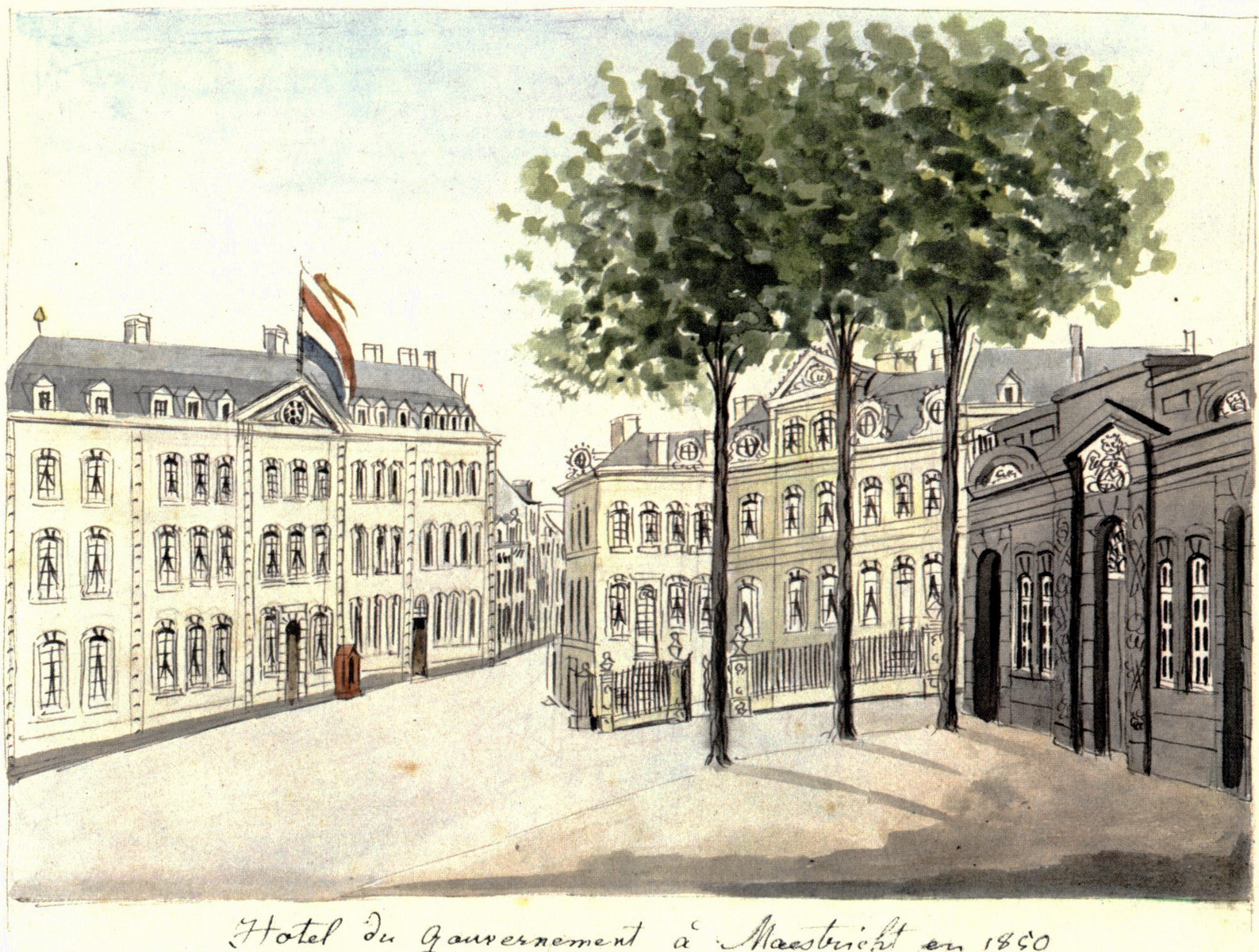
Voormalig gouvernementsgebouw Maastricht (aquarel, Philippe van Gulpen, 1850)

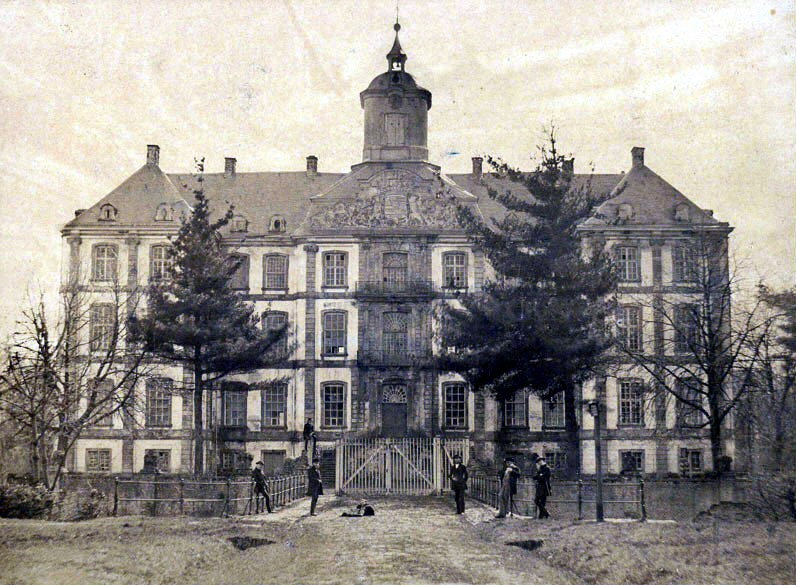
Kasteel Wickrath, hoofdgebouw (foto vóór de sloop in 1859)

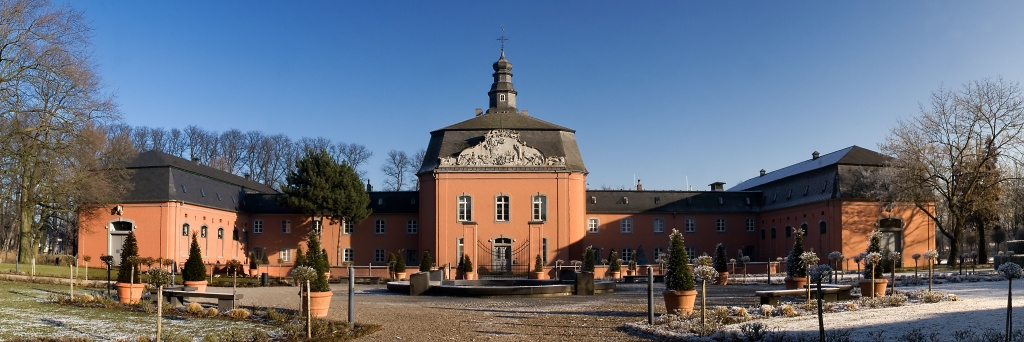
Kasteel Wickrath, oostelijke voorburcht

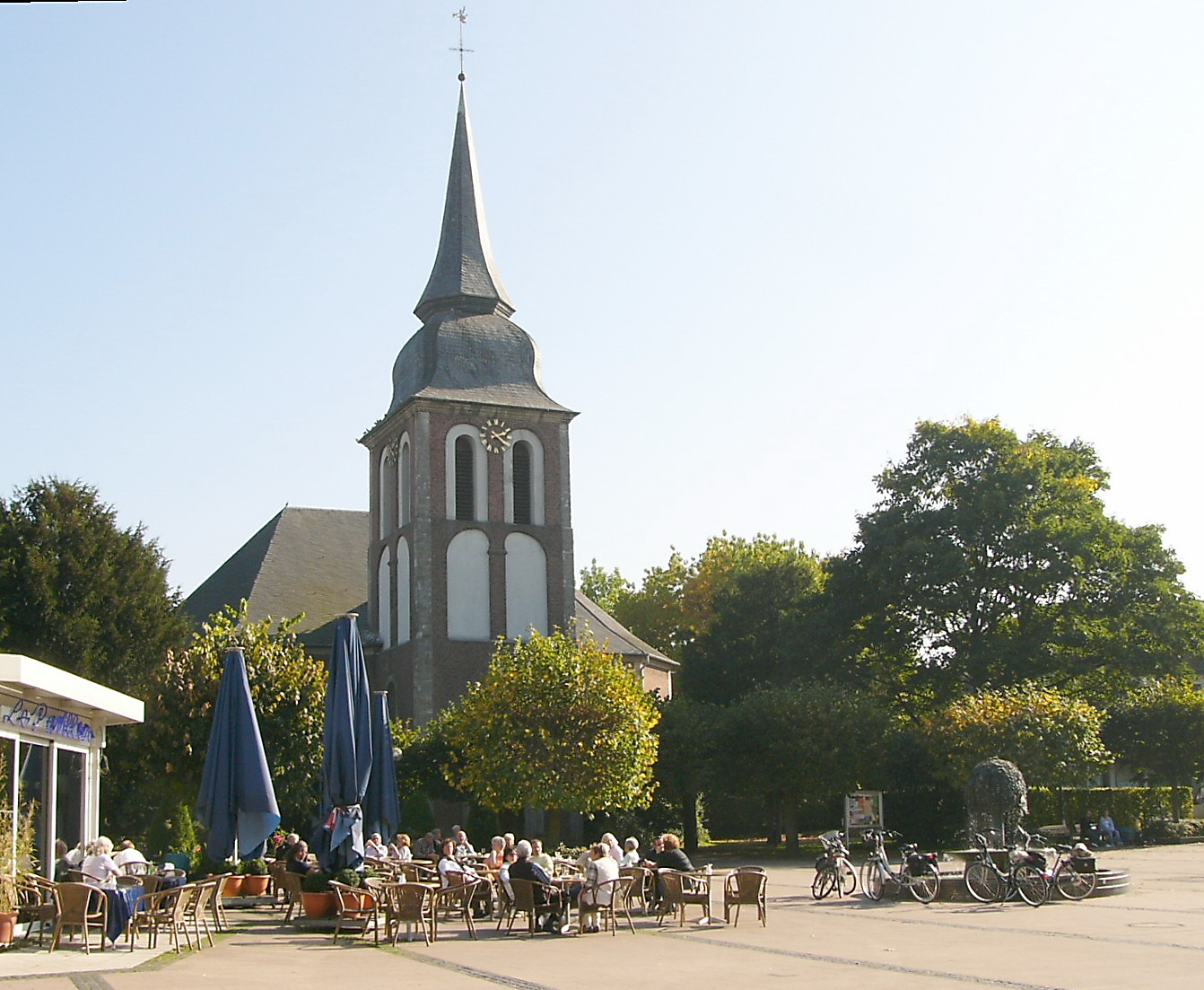
Evangelische Kirche, Odenkirchen

François Soiron (Luik, april 1714 –  Maastricht, september 1779) was een Luiks barokarchitect en aannemer. Hij is vooral in Duitsland bekend als mede-architect van kasteel Wickrath. Samen met zijn broer Matheius Soiron en zijn neef Mathias Soiron, en naast de Luikse architecten Etienne Fayen, Barthélemy Digneffe, Jacques-Barthélemy Renoz en Ghislain-Joseph Henry, en de Akenenaren Laurenz Mefferdatis, Joseph Moretti en Johann Joseph en Jakob Couven, kan hij gerekend worden tot de belangrijkste bouwmeesters van de barokarchitectuur in het prinsbisdom Luik.

## Biografische gegevens
François Soiron werd geboren als eerste kind van Matheus Soiron (Chênée [of Chaumont-Romsée?], 1681 - Maastricht, 1762) en Catharina Deplaye (Luik, 1688 - Maastricht, 1746). François was de oudere broer van de architect Matheius Soiron (1722-1781). Enkele jaren na de geboorte van François verhuisde het gezin Soiron vanuit Luik naar Maastricht. Waarschijnlijk leerde François het vak van zijn vader, die eveneens bouwmeester-aannemer was. Samen met zijn jongere broer werkte hij vele jaren lang aan hun belangrijkste opdracht, kasteel Wickrath. Op 8 augustus 1758 trouwde François, op 44-jarige leeftijd, in de Sint-Catharinakerk te Maastricht met Maria Agnes van Hees (1710-1778). Het huwelijk bleef kinderloos.
Bij wijze van betaling voor hun prestaties bij de bouw van kasteel Wickrath, schonk graaf Willem Otto Friedrich von Quadt in 1757 het kasteel De Wildenborch in Vorden aan de gebroeders Soiron. In 1768 verkochten Matheius en François het kasteel, volgens sommige bronnen nadat ze 5000 eiken op het landgoed hadden laten kappen.

## Werken
- 1746-1772: kasteel Wickrath, bij Mönchengladbach (met Matheius Soiron)
- vanaf 1749: verbouwing Gouvernementsgebouw (in 1929 gesloopt), Bouillonstraat, Maastricht (later werkte neef Mathias Soiron eveneens aan dit gebouw)[4]
- vanaf 1749: verbouwing Dinghuis, Maastricht[5]
- 1755-1757: Evangelische Kirche te Mönchengladbach-Odenkirchen (vlak bij kasteel Wickrath)[6]
- voor 1756: toren parochiekerk Ratheim, Hückelhoven-Ratheim (onzeker, wellicht Matheius of François Soiron)[7]
- 1766-1770: diverse werkzaamheden aan de Maastrichtse vesting[8]
- 1770: Dragonderwacht, tegenover het Gouvernement aan de Bouillonstraat (onzeker)

## Kasteel Wickrath
Tussen 1746 en 1772 bouwden de gebroeders François en Matheius Soiron aan hun magnum opus, het kasteel Wickrath, 11 km ten zuidwesten van Mönchengladbach. In opdracht van de heer van kasteel Wickrath (vanaf 1752 graaf), Wilhelm Otto Friedrich von Quadt, ontwierpen de broers een barokke waterburcht met een groot park naar Frans voorbeeld in de vorm van een vijfhoekige gravenkroon. Na afbraak van de restanten van het middeleeuwse kasteel, dat door brand in 1745 zwaar was beschadigd, verrees op dezelfde plek een nieuw zomerverblijf voor de graaf, bestaande uit een groot herenhuis en twee losse paviljoens (de oostelijke en westelijke voorburcht), alles omringd door water, waarvoor het riviertje de Niers moest worden omgeleid. De eerste fase behelsde de realisering van het hoofdgebouw, dat echter in 1859 zo bouwvallig was geworden, dat het moest worden gesloopt. De tweede bouwfase begon waarschijnlijk in 1751 met de bouw van de H-vormige paviljoens. Waarschijnlijk op verzoek van hun opdrachtgever, scheidden de Soirons het hoofdgebouw,  met het corps de logis, van de beide voorburchten, waardoor een originele variant ontstond op de cour d'honneur, de erehof. Met name de goedbewaard gebleven westelijke voorburcht, waarin zich de drieschepige Nassauer Stall met gestucte gewelven op hardstenen pilaren bevindt, geeft een goede indruk van de monumentale architectuur van het complex. In bewaard gebleven bouwdocumenten duikt rond deze tijd de naam Matheius Soiron regelmatig op als verantwoordelijk architect. Het is onduidelijk in hoeverre François na 1751 betrokken was bij de bouw van Wickrath, hoewel de schenking van kasteel De Wildenborch in 1757 lijkt te wijzen op een verdere samenwerking tussen de broers. Op het dubbelportret van de opdrachtgever en zijn bouwmeester, met het voltooide kasteel op de achtergrond, ontbreekt François, wat erop zou kunnen wijzen dat Matheius in de laatste fase de leidende rol had.